# Блакитник середній
Блакитник середній(Sialia currucoides) — співочий птах родини дроздових. Національний птах американських штатів Айдахо і Невада.

## Опис
Блакитник середній довжиною 18 см. Дзьоб тонкий, крила довгі, загострені. Оперення самця блакитного забарвлення, брюхо біле. Самка забарвлена у сіре забарвлення з блакитними ділянками на крилах, хвості, тілі, брюхо білого забарвлення.

## Розповсюдження
Птах живе літом на альпійських луках і в гірських ландшафтах на висоті понад 1500 м на заході Північної Америки, мігруючи взимку на низини або до Мексики.

## Харчування
Блакитник середній живиться комахами, яких ловить на льоту, із засідки або на землі. Дрібні плоди доповнюють раціон. Узимку птахи шукають їжу зграями.

## Розмноження
Самка будує чашоподібне гніздо з рослинного матеріалу у шпаківнях або дуплах дерев. У кладці від 4-х до 8-і яєць.